# M/S Kong Harald
M/S Kong Harald är en passagerar- och ro-ro-fartyg ägt av Hurtigruten ASA och används på Hurtigruten i Norge. Hon är sjösatt den 28 november 1992 och är det första fartyget i en serie av tre skepp som byggdes mellan 1992 och 1994 på varvet Volkswerft i Stralsund, Tyskland (systerfartyg till M/S Nordlys och M/S Richard With). 
Det nuvarande M/S Kong Harald är det andra fartyget hos rederiet som bär det namnet.

## M/S Kong Harald (1890)
Det första fartyget med namnet M/S Kong Harald byggdes på varvet Joh C Tecklenborg i Bremerhaven, Tyskland 1890 och togs i drift  på Hurtigruten 1919. Fartyget användes fram till 1950 på denna linje.